# Srbský honič
Srbský honič (srbsky: srpski gonič, anglicky: Serbian Hound), také zvaný balkánský honič, je srbské psí plemeno.

## Historie
Srbský honič je staré plemeno, známé již od roku 1005. Tehdy jej poprvé popsal Frank Laska. Patří do skupiny několika balkánských honičů, kteří se na tomto poloostrově vyskytovali (mezi další patří třeba bosenský hrubosrstý honič, istrijský hrubosrstý honič, posávský honič...). Jeho původním využitím, ke kterému se využívá i dodnes, je skupinový lov nejen na drobnou zvěř. Jednalo s hlavně o zajíce a kance.
První oficiální standard byl vypracován až v roce 1924 v Bledu. Až do roku 1996 byl nazýván jako balkánský honič, to se ale na zasedání FCI změnilo a toto plemeno získalo název srbský honič. Toho roku byl také poprvé registrován v Jugoslávské kynologické asociaci.

### Chov v Česku

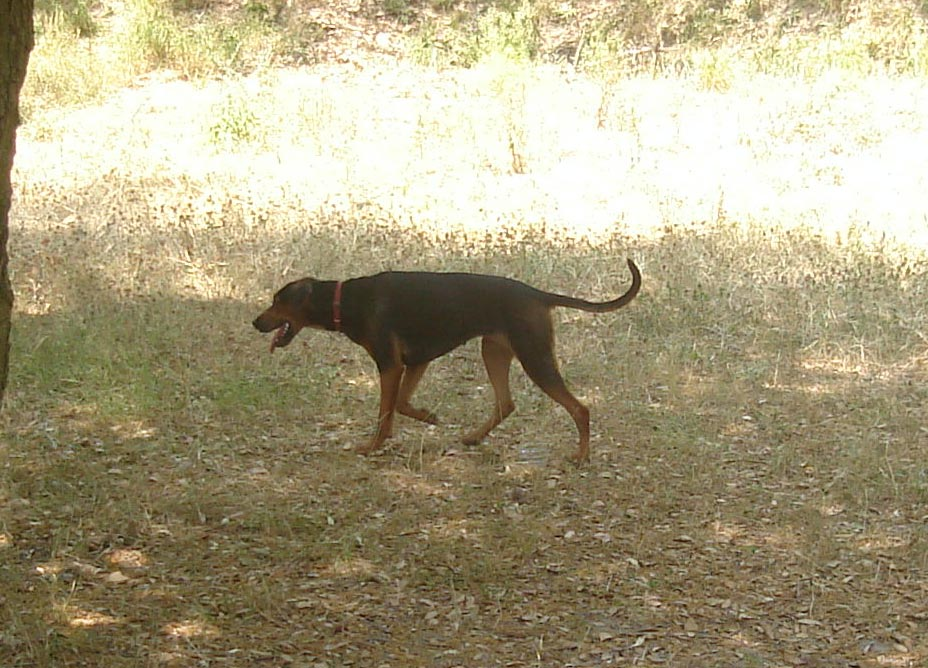

První jedinec plemene srbský honič v České republice, který se zapsal do plemenné knihy byla fena Ria, importována ze Srbska. Od té doby sem postupně byli importování další psi a narodilo se zde několik vrhů. Přesto se s nimi setkáte jen málokdy. Oficiální používaná zkratka je BHO.

## Vzhled
Srbský honič je středně velký pes robustní konstrukce. Nevýrazný pohlavní dymorfismus. Srst, která pokrývá celé jeho těla je jemná na dotek, krátká a hustá. Mívá barvy rezavé liščí přecházející do žlutavé až po světle hnědou s černým sedlem nebo pláštěm na hřbetě. Výška psa se pohybuje mezi 46 - 56 cm, ideální je 51 - 52 cm. Výška u feny se pohybuje v rozmezí 44 - 54 cm, ideální je 48 až 49 cm.
Hlava je harmonická, s nevýrazným stopem a poměrem mozkovny a tlamy 2:3. Zřetelná čelní brázda. Uši jsou posazené vysoko, středně dlouhé se zakulaceným koncem. Visí volně podél hlavy. Oči jsou středně velikosti, oválného tvaru a s hnědým zbarvením. Bělmo není vidět. Nosní houba je vždy černá, s dobře otevřenými nozdrami. Pysky jsou přilehlé, tlustší. Krk je středně dlouhý, silný. Hřbet je dlouhý, rovný, spíše široký a je zakončen harmonicky navazujícím ocasem, který je posazený poměrně nízko. Je krátký a nosí se mírně pod hřbetní linií. Nohy jsou svalnaté, rovnoběžné a středně dlouhé. Tlapky kulaté, téměř kočičí s černými drápky.

## Povaha
Povahově je srbský honič venku aktivní, energický a doma klidný a mírný. Je bystrý, inteligentní, bez tvrdohlavosti nebo dominance. Rychle se učí. Je mrštný a hodí se pro různé psí sporty. Vůči svému majiteli či rodině je loajální a oddaný, rád je s nimi v kontaktu. K lidem je přátelský a milý. S dětmi vychází dobře a jejich hry mu nevadí. Je vhodné chovat jej ve větší smečce psů nebo jej využívat ke skupinovému lovu. S jinými zvířaty vychází špatně, hlavně proto, že má sklony je pronásledovat a následně dávit. Není to dobrý hlídač, moc neštěká a k cizím je spíše přátelský.

## Nároky
Srbský honič je vhodný i pro celoroční pobyt venku, v případě, že má boudu. Je vhodný na vesnici, nejlépe jako lovecký pes. Nehodí se do města.
Vyžaduje hodně pohybu, nejpřirozenější je pro něj lov a je těžké utlumit jeho lovecké pudy. Krom toho je to i dobrý společník při túrách či psích sportech. V případě, že má nedostatek pohybu se může stát apatický nebo stereotypní, později i agresivní.
Jeho srst nevyžaduje příliš péče. Má podsadu, takže líná 2x ročně (na jaře a na podzim), v tomto období je nutné vyčesávat ji častěji, ale mimo něj stačí 1x týdně. Mytí vodou ani šamponem jí nevadí.